# وودیریانا
وودیریانا (به لاتین: Vodiriana) یک منطقهٔ مسکونی در ماداگاسکار است که در مورامانگا واقع شده‌است. وودیریانا ۱۰٬۰۰۰ نفر جمعیت دارد و ۵۶۹ متر بالاتر از سطح دریا واقع شده‌است.